# Arrowsmith Lake
Arrowsmith Lake ist ein See östlich von Arrowsmith im australischen Bundesstaat Western Australia.
Der See ist 840 Meter lang, 530 Meter breit und liegt auf 31 Metern über dem Meeresspiegel.